# Jasiona (województwo śląskie)

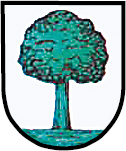
Nieoficjalny herb wsi Jasiona

Jasiona (niem. Jasten) – wieś sołecka w Polsce położona w województwie śląskim, w powiecie tarnogórskim, w gminie Zbrosławice.
W latach 1975–1998 miejscowość należała administracyjnie do województwa katowickiego.
W Jasionie znajdują się ruiny późnobarokowego dworu.